# كونستانتين أبالوتا
كونستانتين أبالوتا Constantin Abăluţă (ولد عام 1938 في بوخارست) هو شاعر وكاتب ومترجم روماني.
بدأ كتابة الشعر في منتصف الستينات وترجم العديد من الأعمال الأدبية للعديد من الكتاب ومنهم فرانك أوهارا ووالاس ستيفنز وديلان توماس إلى اللغة الرومانية. كما درس الهندسة المعمارية في بوخارست وكان أيضا رساما. ويترأس نادي القلم الروماني منذ عام 2007.

## أعماله
كتب العديد من القصائد باللغة الرومانية على نمط قصائد الهايكو في اللغة اليابانية، ويعد واحدا من المختصين بهذا النوع. تم تكريمه بالعديد من الجوائز من قبل اتحاد الكتاب الروماني بصفته شاعرا ومترجما كذلك.
1. ↑  "Scriitorul Constantin Abăluţă a murit la vârsta de 86 de ani. „Literatura română suferă o ireparabilă pierdere"" (بالرومانية).